# Harry Wright (amerikaifutball-játékos)
Harry Charles Wright (New York, 1919. október 4. – Hackensack, New Jersey, 1993. március 9.) amerikai amerikaifutball-játékos és -edző.

## Fiatalkora
A Notre Dame Egyetemre járt, ahol 1941–1942-ben az amerikaifutball-csapat quarterbackje volt.

## Pályafutása
A Portland Pilots és a Merchant Marine Mariners egyetemi csapatok vezetőedzője, valamint a New York Giants profi csapat helyettes edzője volt.
Később a New Jersey állambeli Sparta polgármestere lett.

## Fordítás
- Ez a szócikk részben vagy egészben  a   Harry Wright (American football) című angol Wikipédia-szócikk ezen változatának fordításán alapul.  Az eredeti cikk szerkesztőit annak laptörténete sorolja fel. Ez a jelzés csupán a megfogalmazás eredetét és a szerzői jogokat jelzi, nem szolgál a cikkben szereplő információk forrásmegjelöléseként.